# Ernst Ludwig Thiersch
Ernst Ludwig Thiersch (* 9. Juli 1786 in Kirchscheidungen; † 10. August 1869 in Dresden) war ein deutscher Forstmann und sächsischer Landtagsabgeordneter.

## Leben
Bernhard Thiersch stammte aus einer bauerlich-bürgerlichen Familie, die mehrere Architekten, Wissenschaftler und Künstler hervorbrachte, siehe Thiersch (Familie). Er wurde 1786 in Kirchscheidungen als zweitjüngster Sohn des Bauern, späteren Bäcker und Dorfschulzen Benjamin Thiersch und des Pfarrerstochter Henriette Lange geboren. Zu seinen Geschwistern zählt der Philologe Friedrich Thiersch sowie der Dichter des Preußenliedes Bernhard Thiersch. Wie seine Brüder besuchte auch er die Landesschule Pforta. Anschließend schlug er eine Forstlaufbahn ein.
Auf den Landtagen 1848, 1850/51 bis 1854 war Ernst Ludwig Thiersch Abgeordneter in der II. Kammer des Sächsischen Landtags. Er war vom 12. städtischen Bezirk gewählt worden. Damals war er als königlich-sächsischer Oberförster in der im Westerzgebirge gelegenen Stadt Eibenstock tätig, 1854 wird er als Forstinspektor bezeichnet. Zeitgleich war er auch Förster des Auersberger Reviers und an den Jagden beteiligt, die hier von den sächsischen Königen im oberen Erzgebirge abgehalten worden sind. Als Oberförster unterstand Thiersch dem Forstmeister Carl Heinrich Adolph Anton von Leipziger in Schneeberg.
Aufgrund seines häufigen Aufenthaltes in der sächsischen Residenzstadt Dresden verlegte er seinen Alterswohnsitz dorthin und starb im Jahre 1869 im Alter von 83 Jahren.

## Schriften (Auswahl)
- Die Forstkäfer oder vollständige Naturgeschichte der vorzüglichsten, den Gebirgsforsten schädlichen Insekten, hauptsächlich der Borkenkäfer, mit Angabe der Mittel zu ihrer Vertilgung, Stuttgart und Tübingen, 1830 (Digitalisat)